# Particulier employeur
Le particulier employeur est, en France, celui qui emploie un ou plusieurs salariés à son domicile privé, ou à proximité de celui-ci, sans poursuivre de but lucratif et afin de satisfaire des besoins relevant de sa vie personnelle, notamment familiale, à l'exclusion de ceux relevant de sa vie professionnelle,

## Les tâches concernées

### Nature des tâches
Il s'agit des services destinés à la personne, activités destinées à répondre aux besoins des particuliers dans leur vie quotidienne. Il existe cinq domaines d'activités :
- Garde d'enfants ;
- Accompagnement d'une personne dans le maintien de son autonomie ou en situation de handicap ;
- Espaces de vie : notamment l'entretien du domicile, le ménage, le repassage ;
- Environnement technique : notamment secrétaire particulier, enseignant particulier, assistance informatique ;
- Environnement externe : réalisation d'activités de bricolage, de petits travaux de jardinage, de gardiennage.

Ces domaines sont ceux identifiés par la convention collective et correspondent à vingt-et-un « emplois-repères ».

### Conditions pour avoir le statut de particulier employeur
Pour recourir aux activités de services à la personne, le particulier peut faire appel à un prestataire, une association ou entreprise, dans ce cas il n’est pas employeur, c’est le prestataire qui l’est.

## Les droits et obligations du particulier employeur et du  salarié du particulier employeur
Les droits et obligations sont ceux de tous les employeurs avec des aspects particuliers.
- Signer un contrat de travail lors de l’embauche (ou au plus tard à la fin de la période d’essai) Le contrat de travail  peut-être à durée déterminée ou indéterminée, à temps plein ou à temps partiel. Le Chèque emploi-service universel (CESU) permet de s’exonérer de l’obligation d’élaborer un contrat de travail écrit s’il est utilisé pour des prestations de travail occasionnelles dont la durée n’excède pas huit heures par semaine et ne dépasse pas quatre semaines consécutives dans l’année.
- Bénéficier d’une rémunération : en principe, le salaire est fixé par le contrat de travail. Il ne peut être inférieur au SMIC horaire ni aux salaires minimaux prévus dans le cadre de la convention collective[4]. Sur le salaire prévu (appelé "salaire brut"), l’employeur doit prélever des cotisations salariales destinées à financer (avec les cotisations patronales) la couverture sociale du salarié employé à son domicile. La somme restante (le "salaire net") est remise au salarié avec un bulletin de salaire. Si l’employeur utilise le chèque emploi-service universel (CESU), c’est l’URSSAF qui remet, par voie postale, son bulletin de paie ("l’attestation d’emploi") au salarié. Les salariés du particulier employeur  peuvent effectuer des heures supplémentaires.
- Bénéficier d’une couverture sociale : la couverture sociale permet de bénéficier, sous réserve de remplir un certain nombre de conditions propres à chaque domaine, de remboursements de soins ou de médicaments par la sécurité sociale (les prestations "en nature"), d’indemnités en cas de maladie ou de maternité (les prestations  "en espèces"), d’allocations de chômage, d’une protection plus étendue en cas d’accident du travail, de la retraite. Les salariés des particuliers employeurs bénéficient également d’un système de prévoyance spécifique.
- La convention applicable est la "convention collective nationale des salariés du particulier employeur". La convention fixe les classifications applicables, les conditions de la période d’essai, le calcul de l’ancienneté du salarié, les droits aux congés.

### Les modes déclaratifs possibles pour les particuliers employeurs
L'employeur a plusieurs possibilités : 
- le Chèque emploi service universel (Cesu) permet, depuis 1993, de simplifier les formalités administratives liées à l’embauche, à la rémunération et à la déclaration d’un salarié à domicile.
- le dispositif Pajemploi (prestation d’accueil du jeune enfant) est, depuis 2004, un mode proche de celui du CESU.
- la déclaration nominative trimestrielle simplifiée, par exemple pour les employés au pair[5], déclaration à l'URSSAF ou à la MSA[6].

## Importance économique des particuliers employeurs
Le nombre total de  particuliers employeurs au 4e trimestre 2016 est de 2 776 000 (-0,4 % par rapport au 4e trimestre 2015), ils ont versé une masse salariale de 2 155 milliards d’euros  (+0,1 % par rapport au 4e trimestre 2015).
Le nombre d’employeurs se ventile en 1 918 000 pour des emplois à domicile et 856 000 pour les employeurs d’assistantes maternelles.
Pour les emplois à domicile, l’horaire moyen mensuel déclaré par l’employeur est 62,3 heures, pour un salaire moyen de 620,1 € et un taux horaire de 10 €.

## Avantages fiscaux et sociaux au profit du particulier employeur

### Les exonérations de cotisations patronales de sécurité sociale
Tous les particuliers employeurs bénéficient d'abattement de 2 € par heure travaillée sur la cotisation patronale d’assurance maladie, maternité, invalidité et décès.
Les employeurs de plus de 70 ans, dépendants ou handicapés, parents d’un enfant handicapé, bénéficient d'une exonération de cotisations patronales de sécurité sociale des rémunérations des aides à domicile. Elle est plafonnée à 65 SMIC[pas clair][source insuffisante].

### Les avantages fiscaux  consistent en un crédit d’impôt
L’avantage fiscal prend la forme d’un crédit d’impôt sur le revenu égal à 50 % des dépenses engagées pour des prestations de services à la personne dans la limite de 12 000 € par an.
Ce plafond est applicable pour toutes les activités de services à la personne, sauf pour le petit jardinage à domicile : plafond limité à 5 000 € ;  l'assistance informatique et internet : plafond limité à 3 000 €, le petit bricolage : plafond limité à 500 € (une intervention ne peut dépasser 2 heures).